# 500 kg lihaa
500 kg lihaa (česky 500 kg masa) byla v letech 1980 až 2007 finská a finsky zpívající psychedelicko rocková hudební skupina, která vzbudila pozornost nazpíváním textů vybraných finských literátů, jako byli Aaro Hellaakoski, Yrjö Jylhä, Uuno Kailas, Einari Vuorela nebo švédský básník Pär Lagerkvist.

## Historie
Skupina 500 kg lihaa založili Maritta Kuula, Pupu Lihavisto a Kauko Röyhkä na počátku 80. let 20. století ve městě Oulu. Kapela vydala své debutové album s názvem Etkös ole ihmisparka v roce 1982. Obsahuje jedenáct skladeb, některé se slovy, jejichž autory jsou Antti Achrenius, Yrjö Jylhä, Uuno Kailas. Název prvního alba odkazuje na finského básníka, filosofa a spisovatele Juhana Cajanuse (1655–1681) a jeho hymnus Etkö ole ihmisparka.
Druhé album nazvané Ruusumajassa vyšlo v roce 1986, přičemž autory textů jsou Aaro Hellaakoski, Uuno Kailas, Pär Lagerkvist, Elina Vaara, Lauri Viljanen, Einari Vuorela. 
Vzápětí následovalo roku 1988 třetí album nazvané Akvaario s jedenácti skladbami. 
V roce 2002 se kapela opět sešla a roku 2004 vydala své comebackové album s názvem Sielu, které bylo částečně nahráno živě. V roce 2007 bylo vydáno studiové album s názvem Nuori mies, které obsahuje texty od Aaro Hellaakoski, Uuno Kailas, Juhani Siljo, Einari Vuorela. Tentýž rok kapela ukončila svou činnost. 
O sedm let později v roce 2014 vyšlo ještě album s názvem Yksinäinen rastastaja obsahující dosud nevydané nahrávky domácího studia staré sestavy z let 1984 až 1987.

## Členové
Členové kapely se v průběhu let změnili, ale původní duo Kuula – Röyhkä zůstavalo jádrem uskupení a autorem většiny skladeb.
- Maritta Kuula, zpěv
- Kauko Röyhkä (* 1959), basová kytara, kytara, zpěv
- Olli Kauniskangas, basová kytara, kytara
- Kimmo Laine, basová kytara, kytara, varhany, zpěv (doprovodné vokály)
- Kari Salminen (* 1959), bicí souprava
- Pupu Lihavisto (* 1959), klavír, varhany
- Rukivehr A. Kivi, kytara, slide
- Jari Lehtonen, bicí souprava
- Maito Koivisto, konga
- Mats Huldén (* 1949), basová kytara, kytara
- Jouni Pusa, bicí souprava, bubny

## Alba
- Etkös ole ihmisparka (Mirror, 1982)
- Ruusumajassa (Euros, 1986)
- Akvaario (Euros, 1988)
- Sielu (Plastic Passion, 2004)
- Nuori mies (Plastic Passion, 2007)
- Yksinäinen ratsastaja (Karkia Mistika, 2014)

## Singl
- Kuun silta / Vanha maa (Euros, 1988)